# Jesús Rivas Hernández
Jesús David Rivas Hernández (Medellín, Colombia; 6 de abril de 1997) es un futbolista colombiano. Juega de centrocampista y su equipo actual es el Junior de Barranquilla de la Categoría Primera A.

## Trayectoria
Nacido en Medellín, Rivas se formó en las inferiores del Águilas Doradas Rionegro, y fue promovido al primer equipo en 2017 y debutó en 2019. Destacó su actuación en el Torneo Apertura 2023 con el club, donde lograron el primer lugar de la tabla general; Rivas anotó cuatro goles.

## Estadísticas
Actualizado al último partido disputado el 18 de agosto de 2025.
| Club                       | Div.          | Temporada     | Liga  | Liga  | Copas nacionales | Copas nacionales | Copas internacionales | Copas internacionales | Total | Total |
| Club                       | Div.          | Temporada     | Part. | Goles | Part.            | Goles            | Part.                 | Goles                 | Part. | Goles |
| -------------------------- | ------------- | ------------- | ----- | ----- | ---------------- | ---------------- | --------------------- | --------------------- | ----- | ----- |
| Águilas Doradas · Colombia | 1.ª           | 2016          | —     | —     | 1                | 0                | —                     | —                     | 1     | 0     |
| Águilas Doradas · Colombia | 1.ª           | 2017          | —     | —     | 1                | 0                | —                     | —                     | 1     | 0     |
| Águilas Doradas · Colombia | 1.ª           | 2018          | 1     | 0     | —                | —                | —                     | —                     | 1     | 0     |
| Águilas Doradas · Colombia | 1.ª           | 2019          | 11    | 0     | —                | —                | 1                     | 0                     | 12    | 0     |
| Águilas Doradas · Colombia | 1.ª           | 2020          | 10    | 0     | 2                | 0                | —                     | —                     | 12    | 0     |
| Águilas Doradas · Colombia | 1.ª           | 2021          | 13    | 0     | —                | —                | —                     | —                     | 13    | 0     |
| Águilas Doradas · Colombia | 1.ª           | 2022          | 38    | 0     | 1                | 0                | —                     | —                     | 39    | 0     |
| Águilas Doradas · Colombia | 1.ª           | 2023          | 50    | 8     | 4                | 0                | 1                     | 0                     | 55    | 8     |
| Águilas Doradas · Colombia | 1.ª           | 2024          | 36    | 7     | 1                | 0                | 2                     | 0                     | 39    | 7     |
| Águilas Doradas · Colombia | 1.ª           | 2025          | 15    | 1     | 4                | 0                | —                     | —                     | 19    | 1     |
| Águilas Doradas · Colombia | Total club    | Total club    | 174   | 16    | 14               | 0                | 4                     | 0                     | 192   | 16    |
| Tigres · Colombia          | 2.ª           | 2020          | 6     | 0     | —                | —                | —                     | —                     | 6     | 0     |
| Tigres · Colombia          | Total club    | Total club    | 6     | 0     | 0                | 0                | 0                     | 0                     | 6     | 0     |
| Junior · Colombia          | 1.ª           | 2025          | 6     | 2     | 1                | 0                | —                     | —                     | 7     | 2     |
| Junior · Colombia          | Total club    | Total club    | 6     | 2     | 1                | 0                | 0                     | 0                     | 7     | 2     |
| Total carrera              | Total carrera | Total carrera | 186   | 18    | 15               | 0                | 4                     | 0                     | 205   | 18    |